# Severin Michalovic
Severin Michalovic (?-1814), někdy uváděný jako Severián nebo Michalovský, byl český františkán a teolog. Narodil se v Lubenci na Lounsku někdy před rokem 1742, řádové sliby složil nejpozději v roce 1760. Po vysvěcení na kněze a získání základních zkušeností začínal jako kazatel. Od roku 1761 vyučoval následující rok nebo dva mladé fratiškány jako lektor filozofie v Jindřichově Hradci. Posléze začal vyučovat vyšší stupeň – teologii, a to pravděpodobně na klášterní škole u P. Marie Sněžné v Praze. Řádná provinční kapitula v září 1774 v Praze ustanovila bratra Severina sekretářem české františkánské provincie sv. Václava. Když v červenci 1776 zemřel provinční kustod Elzear Kinský, určila následující mimořádná kapitula v září téhož roku za jeho nástupce ve funkci Michalovice. Současně Severin zanechal lektorské činnosti. V organizačních záležitostech řádu se zřejmě osvědčil, neboť následující řádná kapitula 7. září 1777 v Olomouci jej na tříleté období zvolila českým františkánským provinciálem. Když jako provinciál vizitoval jednotlivé kláštery, nezapomínal ani na dohlížení pořádku v jejich knihovnách.
V květnu 1794 jej ještě potkáváme jako kvardiána konventu u P. Marie Sněžné v Praze. Pro pokročilý věk mohl být bratr Severin z řídících funkcí uvolněn, v pramenech je od počátku 19. století zmiňován jako „senior provincie“ nebo „velmi zasloužilý otec provincie“. Přesto jej kapituly ještě zvolily provinčním definitorem (1803) a od roku 1806 potřetí provinčním kustodem. Františkán Severin Michalovic zemřel 5. října 1814 v Praze.
V rukopise se dochovaly zápisky z Severinem vedených duchovních cvičení Exercicia spiritualia, které si zaznamenal zřejmě pro svou potřebu v blíže neznámém období a konventu.